# Krmivo
Krmivo je produkt rostlinného nebo živočišného původu a produkty jejich průmyslového zpracování, jakož i organické nebo anorganické látky jednotlivě nebo ve směsích, které jsou určeny pro výživu zvířat.
Vysokoprodukční hospodářská zvířata potřebují ke svému zdraví a užitkovosti krmiva, která jim budou poskytovat všechny potřebné živiny a energii. Zvířata chovaná jako společníci jsou dnes také krmena průmyslově vyráběnými krmivy ve formě granulí nebo konzerv.
Krmivo by mělo mít složení odpovídající druhu a kategorii zvířat; často se ale setkáváme s tím, že hlavně v levnějších krmivech určených pro masožravce pokrývá dávku bílkovin sójový, tedy protein, který šelmy špatně tráví. Naopak do krmných dávek pro přežvýkavce se přidávala bílkovina ve formě masokostní moučky z jiných přežvýkavců. Tyto praktiky jsou v současnosti zakázány.

## Rozdělení krmiv
Krmiva pro hospodářská zvířata můžeme dělit z mnoha hledisek: podle typu obsažených živin na sacharidová, bílkovinná a polobílkovinná, podle podílu vlákniny na jadrná (málo vlákniny, hodně energie) a objemná (hodně vlákniny, málo energie). Krmiva můžeme hodnotit i podle obsahu vody na suchá, šťavnatá a vodnatá.
- jadrná - zrniny, pokrutiny, extrahované šroty, mlýnské krmné odpady, živočišné moučky
- objemná - píce

Podle původu se krmiva rozdělují na statková a průmyslová. Statková krmiva jsou vyprodukovány rovnou na statku, kde se chovají zvířata, což je ekonomicky výhodné. Příkladem takových krmiv je siláž nebo senáž.
Průmyslová krmiva je označení pro zbytky po zpracování rostlinného materiálu, které se používají jako krmivo. Příkladem jsou pokrutiny po zpracování olejnin.
Mohou se dělit i na rostlinná, živočišná a syntetická. Do rostlinných patří např.: píce, chrásty a natě, okopaniny, krmné stromy a keře, seno, atd. Do živočišných řadíme např.: mléko, živočišné moučky, jatečné odpady, či exkrementy. Syntetická krmiva se dělí na: kompletní krmné směsi, doplňkové krmné směsi, bílkovinné koncentráty, doplňky biofaktorů, apod.
Do krmných dávek se přidávají i anorganické látky, jako jsou soli a stopové prvky, zpravidla jako tzv. premixy. Jako doplňkové látky se označují hormony nebo antibiotika. Setkáváme se i se zchutňovadly nebo s barvivy.
Zvláštním případem je použití močoviny jako krmiva pro polygastrická zvířata (tzn. přežvýkavce). Močovinu využijí symbiotické bakterie bachoru k syntéze proteinů, které jsou následně využity.

## Pícniny
Plodiny, které se pěstují téměř výhradně pro výživu zvířat, se nazývají pícniny.

## Legislativní úprava
- Zákon č. 91/1996 Sb O krmivech + prováděcí vyhlášky